# Fernando Coquillat Durán
Fernando Coquillat Durán (València, 1939 - 23 de setembre de 2005) fou un matemàtic i polític valencià, diputat a les Corts Espanyoles en la VI Legislatura.
Enginyer agrònom i matemàtic. De 1967 a 1971 fou professor a l'Escola d'Enginyers Agrònoms. Després fou professor als col·legis El Pilar, Esclavas i García Hernández de València, així com a la Universitat Politècnica de València. El 1993 deixà la carrera docent quan fou nomenat tinent d'alcalde de l'ajuntament de València i Delegat d'Educació pel Partido Popular. El 25 de novembre de 1997 deixà l'ajuntament per substituir en el seu escó Francesc Camps i Ortiz, escollit diputat a les eleccions generals espanyoles de 1996. Fou director general d'Interior de la Generalitat Valenciana fins a gener de 2001, quan fou nomenat delegat territorial del Govern valencià a València. Va morir en setembre de 2005 d'una malaltia cardíaca.

## Obres
- Espacio vectorial afín y euclideo: metodología y problemas (1985) Fernando Coquillat Ed. ISBN 8439842139, 9788439842132
- Estadística descriptiva: metodología y cálculo (1991) Tebar Flores, ISBN 8473601114, 9788473601115
- Cálculo integral: metodología y problemas (1997) Tebar Flores, 8473601688, 9788473601689